# Ptilothrix bombiformis
Espèce
Ptilothrix bombiformis est une espèce d'insectes hyménoptères de la famille des Apidae indigène à l'Amérique du Nord et l'Amérique centrale.

## Taxonomie
L'épithète spécifique «bombiformis» réfère à l'apparence de l'insecte, qui ressemble aux bourdons, abeilles du genre Bombus. En anglais, l'espèce est communément nommée «Hibiscus bee», l'«abeille de l'hibiscus», puisqu'il s'agit d'un pollinisateur spécialiste des fleurs d'Hibiscus.
Synonymes:
- Melissodes bombiformis
- Emphor bombiformis
- Emphor fuscojubatus

## Description

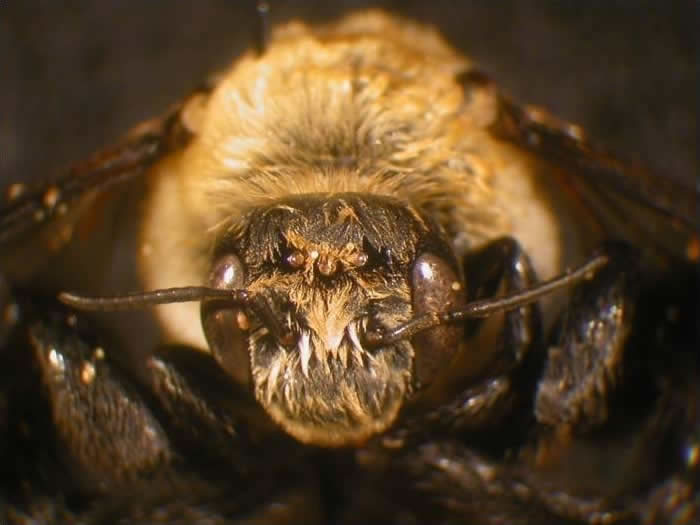
Détail de la tête

P. bombiformis est une abeille relativement grande; les mâles mesurent de 12,5 à 17,5 mm et les femelles de 13 à 17,5 mm. Son abdomen est noir et sa tête et son thorax sont couverts de poils jaune pâle. Par sa taille et sa coloration, P. bombiformis peut être confondue avec un bourdon.

## Répartition
On trouve P. bombiformis au Mexique, au Guatemala et dans l'est des États-Unis,,. On l'a observé au Canada pour la première fois en 2018, au sud de la province de l'Ontario.

## Écologie
P. bombiformis niche dans le sol, généralement près d'une source d'eau. En effet, les abeilles du genre Ptilothrix ont la capacité de se poser à la surface de l'eau. Elles adoptent ce comportement pour prélever le liquide, dont elles se servent pour humidifier le sol, ce qui facilite la construction du nid.
Cette espèce est un pollinisateur spécialiste des fleurs d'Hibiscus, mais semble aussi en mesure de récolter le pollen des fleurs d'autres espèces apparentées comme des ipomées (Ipomea spp.).